# هراند میناسیان
هراند میناسیان (ارمنی: Հրանդ Մինասեան؛ انگلیسی: Hrand Minassian؛ زاده ۱۹۳۶) کارگردان فیلم، تهیه‌کننده، تدوینگر و دستیار کارگردان ارمنی‌تبار اهل ایران است.

## زندگی‌نامه
هراند میناسیان متولد سال ۱۹۳۶ میلادی (۱۳۱۵ خورشیدی) در رشت است. فعالیت در سینمای حرفه‌ای را با فیلم «تپهٔ عشق» به عنوان فیلمبردار آغاز کرد. از سال ۱۹۶۰ (۱۳۳۹) نیز به نویسندگی و کارگردانی فیلم‌های مستند و تبلیغاتی پرداخت. در سال ۱۹۶۵ (۱۳۴۴) با مشارکت برادرش، سلیمان میناسیان، استودیو «چاپلین فیلم» را تأسیس کرد. در این استودیو در کنار فیلم‌های تبلیغاتی دو فیلم به نام‌های طلوع (۱۳۴۹/۱۹۶۳) و فریاد (۱۳۵۰/۱۹۷۱) ساخته شد که هراند و سلیمان میناسیان نویسنده، کارگردان، تهیه‌کننده و فیلمبردار این دو فیلم بودند. فیلم طلوع برندهٔ سومین «جشنوارهٔ فیلم سپاس» شد.
در سال ۱۹۸۰ (۱۳۵۹) به ایالات متحده آمریکا مهاجرت کرد و در آنجا شروع به کار آزاد نمود.

## فیلم‌شناسی
| فیلم                   | سال  | سمت                                | توضیحات                               |
| ---------------------- | ---- | ---------------------------------- | ------------------------------------- |
| تپه عشق                | ۱۳۳۸ | فیلمبردار                          | دخترش ویولت نیز در این فیلم شرکت داشت |
| فیلم مستند «یک آتش»    | ۱۳۴۰ | تدارکات                            | کارگردان: ابراهیم گلستان              |
| چرا دریا طوفانی شد؟    | ۱۳۴۴ | دستیار کارگردان                    | ناتمام                                |
| خشت و آئینه            | ۱۳۴۴ | دستیار کارگردان و دستیار فیلمبردار |                                       |
| چهار خواهر             | ۱۳۴۶ | فیلمنامه‌نویس                       |                                       |
| گردش روزگار            | ۱۳۴۷ | فیلمبردار                          |                                       |
| طلوع                   | ۱۳۴۹ | کارگردان، تهیه‌کننده و فیلم‌نامه‌نویس | با همکاری سلیمان میناسیان             |
| فیلم مستند «قره کلیسا» | ۱۳۵۰ | تدارکات صدا                        | کارگردان: آربی اوانسیان               |
| فریاد                  | ۱۳۵۰ | کارگردان و تهیه‌کننده               | با همکاری سلیمان میناسیان             |